# Prywatne Muzeum w Petrykozach
Prywatne Muzeum w Petrykozach – prywatne muzeum położone we wsi Petrykozy (powiat grodziski). 
Placówka powstała w dawnym dworku, od 1969 roku należała do aktora Wojciecha Siemiona i jego żony Jadwigi. Budynek został odrestaurowany w latach 1975–1979. Po śmierci właściciela w 2010 roku muzeum było prowadzone przez jego syna, Krzysztofa Siemiona i jego żonę Dorotę. Placówka działała do 4 marca 2013 roku, kiedy to dworek strawił pożar. Część zbiorów udało się uratować. 
Na muzealną kolekcję składały się obrazy i rzeźby, ofiarowane Wojciechowi Siemionowi przez artystów współczesnych i ludowych. Na poddaszu dworku urządzona wystawa prac takich twórców jak Zdzisław Beksiński, Jerzy Duda-Gracz, Leon Tarasewicz, Edward Dwurnik czy Jan Dobkowski oraz artystów ludowych: Leona Kudły, Szczepana Muchy, Heleny Szczypawki-Ptaszyńskiej i Karola „Heródka” Wójciaka. Natomiast na przylegającym do dworku terenie o powierzchni 10 ha został urządzony skansen, w którym znajdowały się: pochodząca spod Krosna chałupa z 1830 roku, wiatraki, tzw. koźlaki, pochodzące z Chudolipia i Zimnicy, również powstałe ok. 1830 roku, karczma ze Skuł oraz warsztat kowalski z początku XIX wieku. 
Muzeum było otwarte w każdą pierwszą sobotę miesiąca od 12.00 do 17.00. Natomiast skansen był dostępny bez przerwy.

## Skansen przy muzeum

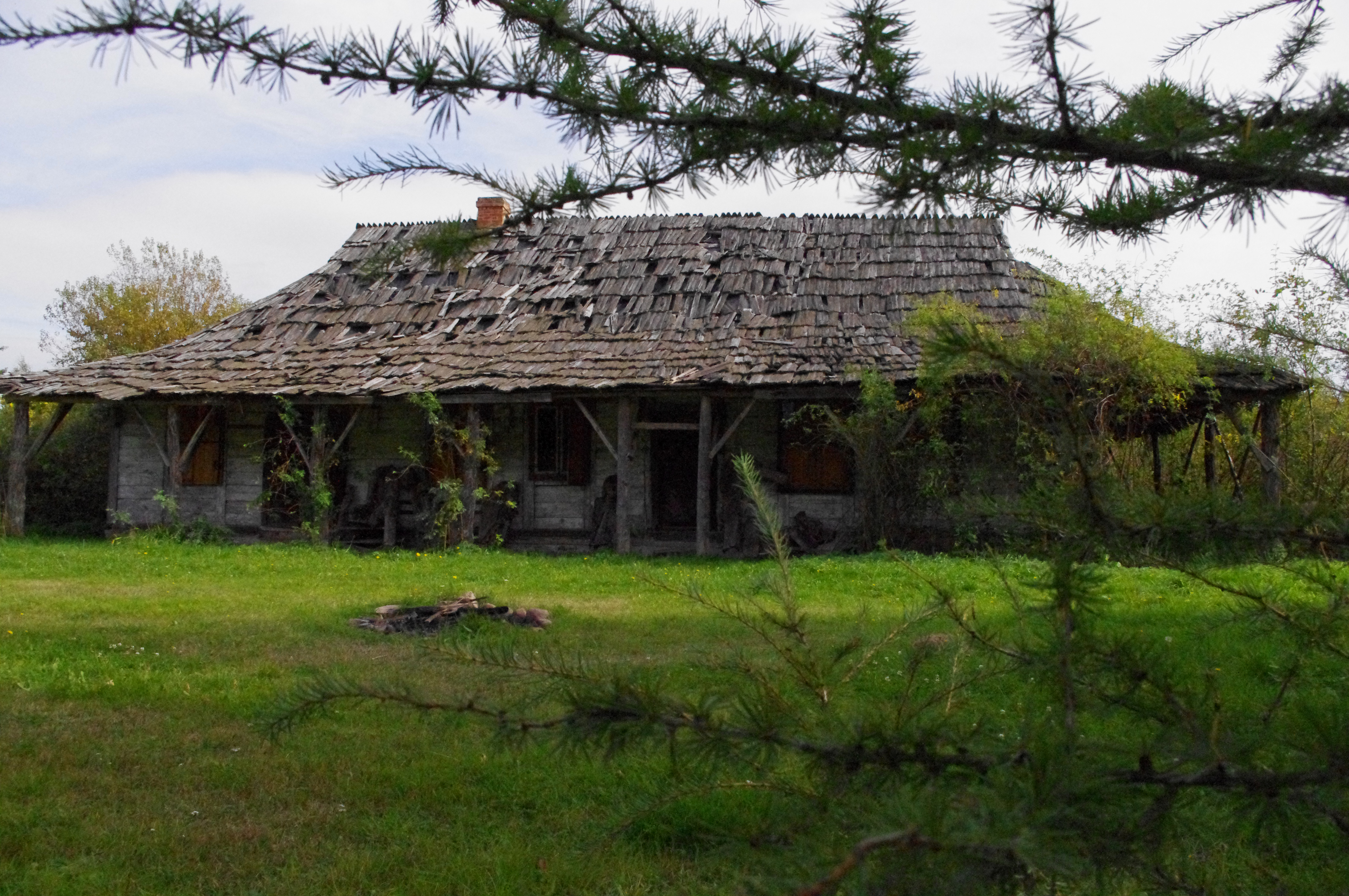
Karczma
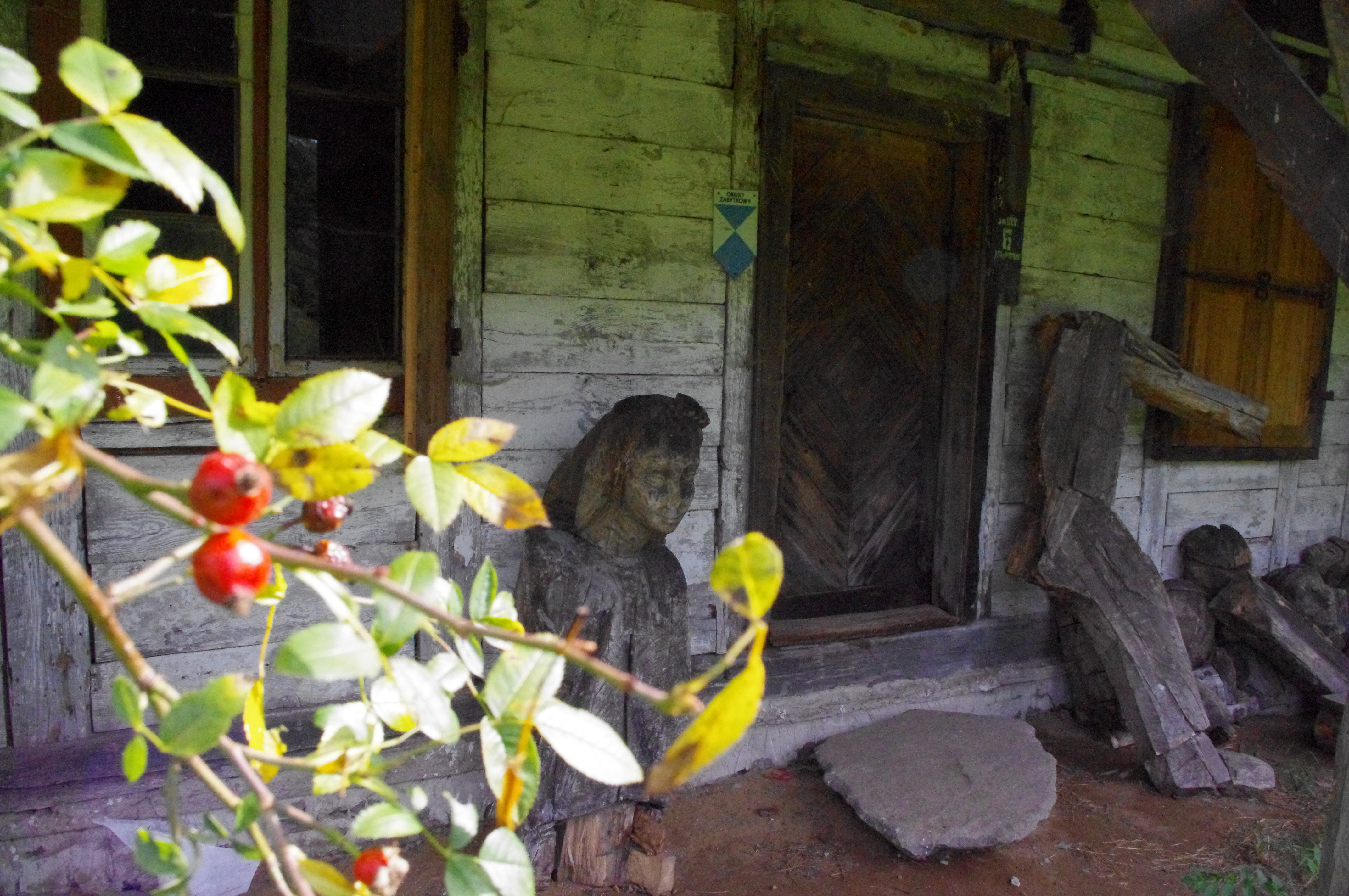
Wejście do karczmy
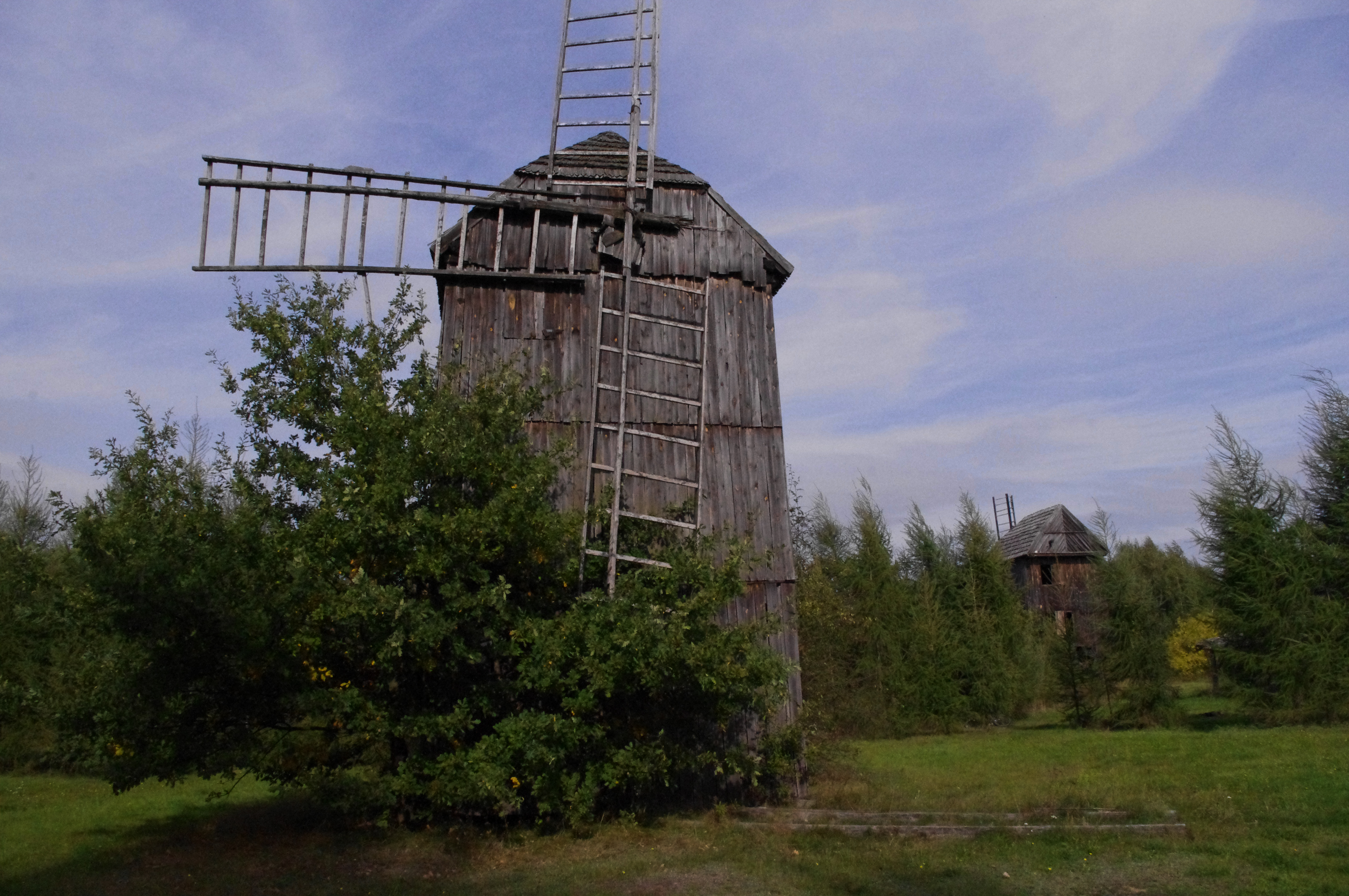
Jeden z wiatraków
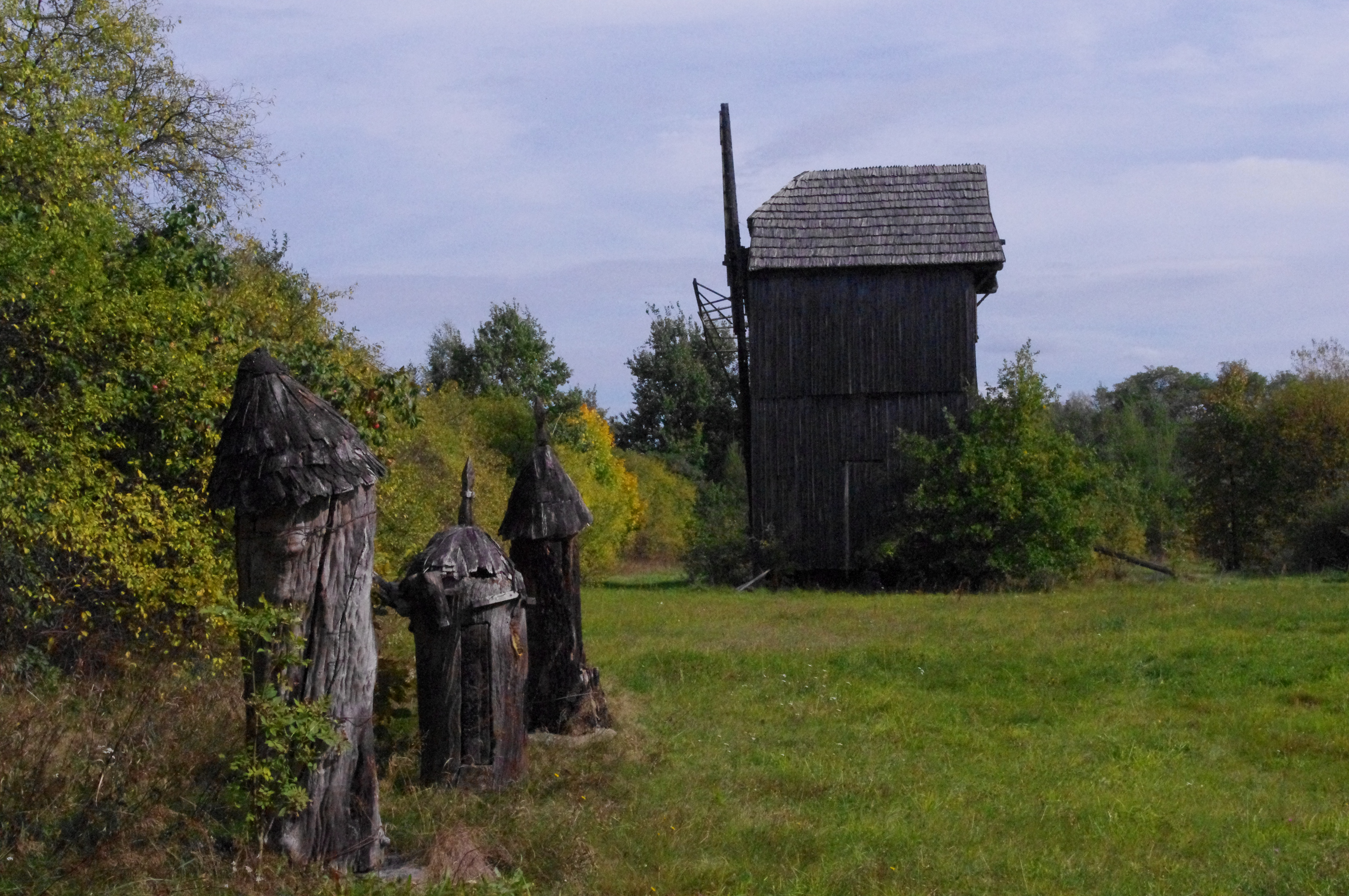
Wiatrak i stare ule
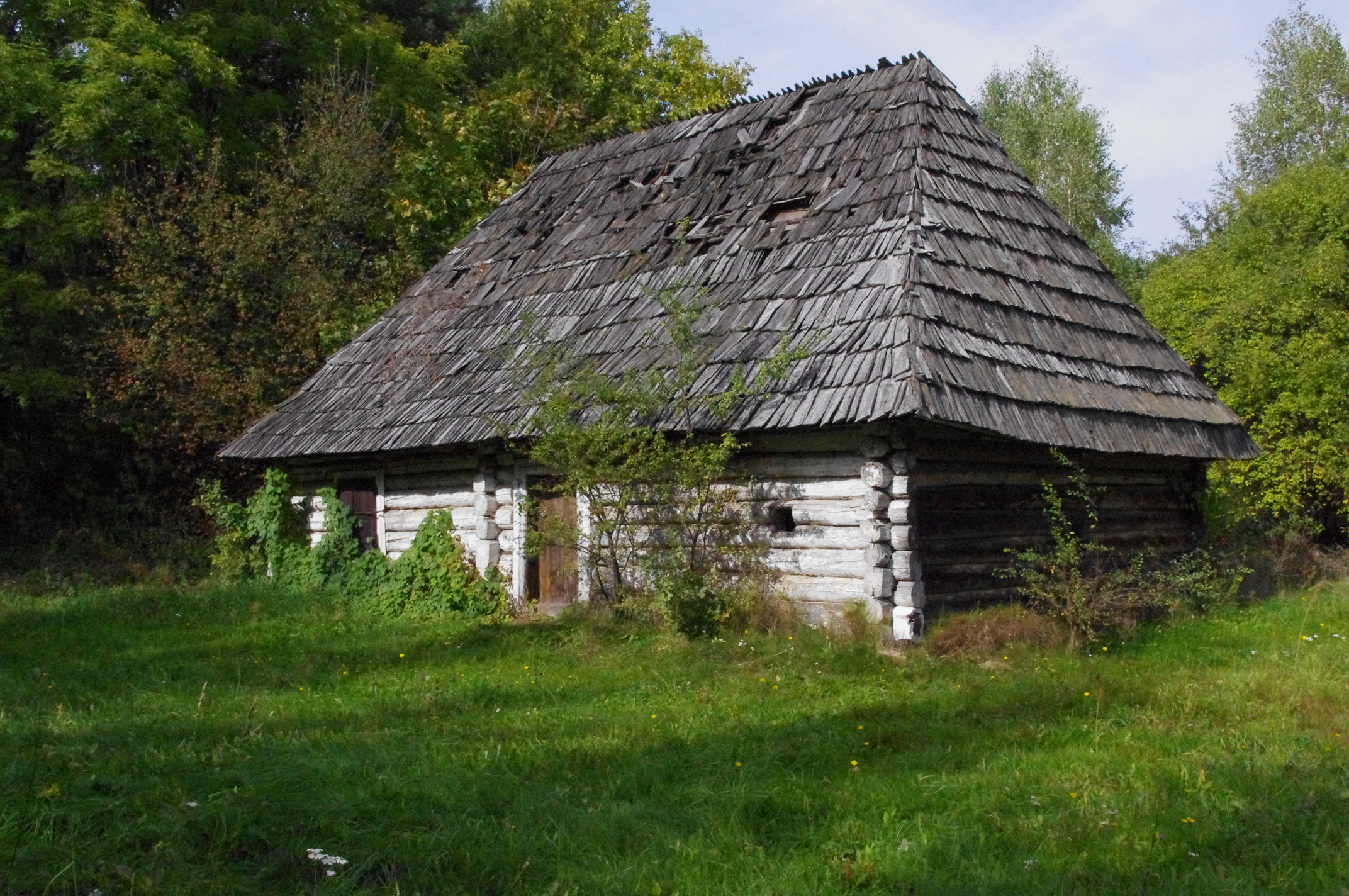
Szpital (przytułek)[2] dla ubogich